# 김정일 (작곡가)
김정일(金靜逸, 1943년 ~ , 본명: 이종원)은 대한민국의 대중음악 작곡가이다. 가수 김상아(본명: 이재하)의 아버지이다. 부인은 <나는 못가네>라는 곡으로 데뷔한 가수 박윤영이다. 슬하 2남1녀가 있다.

## 대표작
- 흙에 살리라 (서정우 1972년, 홍세민 1973년)
- 마음이 울적해서 (설운도)
- 여자는 눈물인가 봐 (이자연, 1988년)
- 사랑하는 영자 씨 (현숙)[공동작사:노주협]
- 오래오래 살아 주세요 (송현섭) [작사:송현섭]
- 울산 아리랑 (오은정)
- 가평 아가씨 (오은정)
- 창가에 (김남훈)
- 카멜레온 (박영규, 1989년)
- 사랑했어요 (김상아, 1990년)
- 꼬마 청바지 (김상아, 1990년)
- 같이 있게 해 주세요 (동그라미, 1982년)
- 못 잊을 건 정 (김연자 1976년, 김보민 1989년)

## 참고 문헌
1. ↑  “Daum뮤직 - 김정일”. 2013년 10월 19일에 원본 문서에서 보존된 문서. 2012년 6월 17일에 확인함.
2. ↑  “Daum뮤직 - 김상아”. 2013년 10월 19일에 원본 문서에서 보존된 문서. 2012년 6월 17일에 확인함.